# 重力レンズ

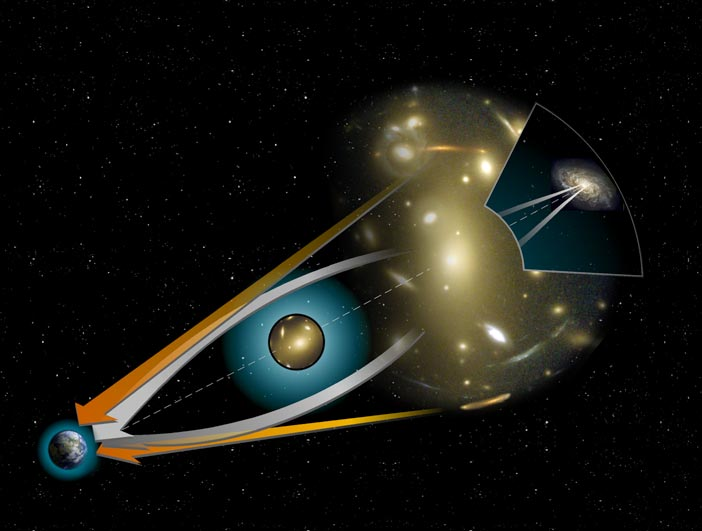
重力レンズ効果の概念図

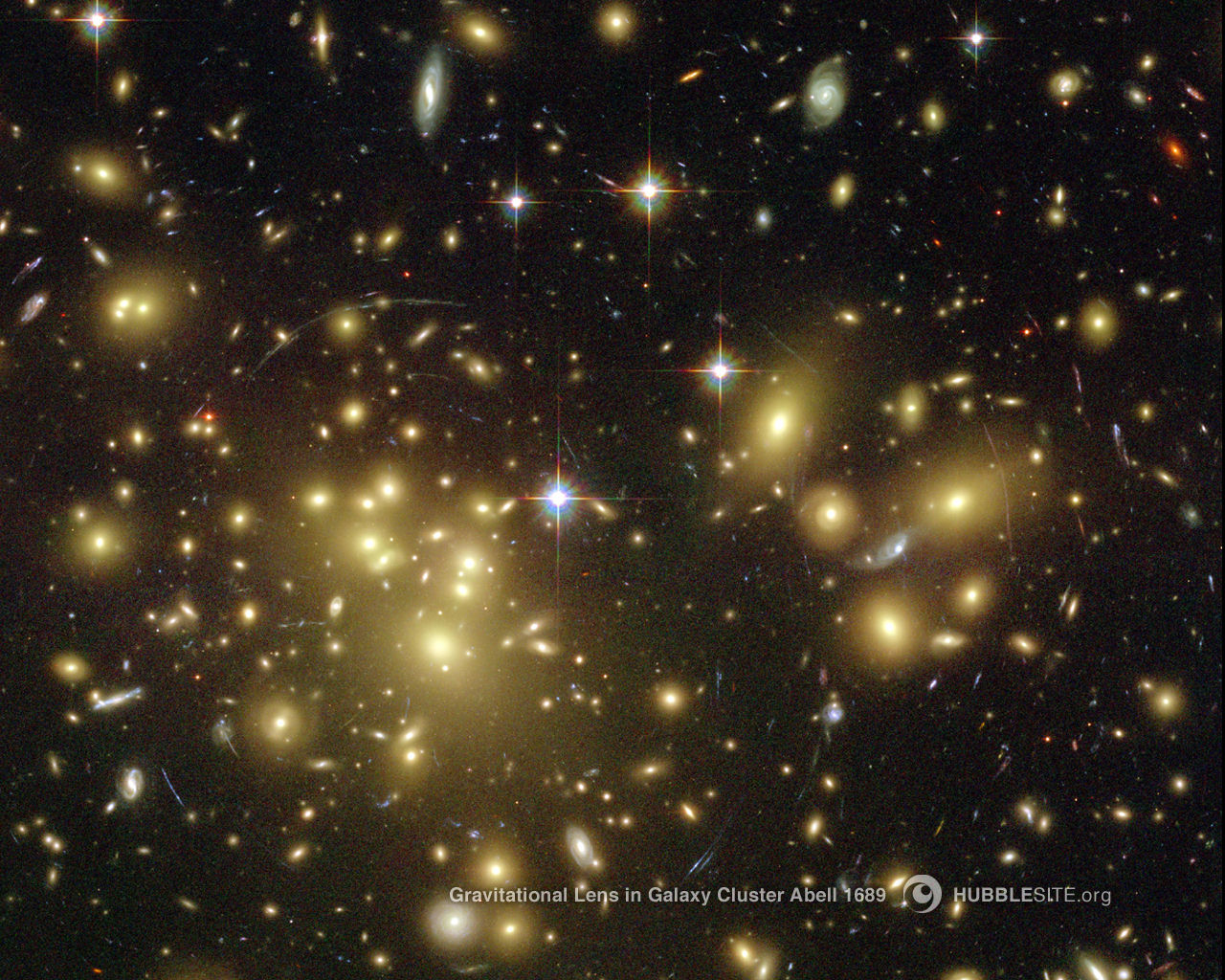
銀河団 Abell 1689によって作られた重力レンズの効果。遠方の多数の銀河の像が円弧状に引き伸ばされて見えている。

重力レンズ（じゅうりょくレンズ、英: gravitational lens ）とは、光源と観測者の間に分布する質量であり、特に銀河集団などといった、その重力の効果により光の進行を曲げる程度の質量規模のものをいう。恒星や銀河などが発する光の進行は、進路上にある天体などの重力場の影響で曲がるため、光学レンズに似た効果が生じる。
光源と観測者の位置関係および重力源の規模によっては、届いた光の像が如実に変形する。ひとつの光源から届く光が複数の像に分かれたり、球状の天体が弓状に歪んで見える。その効果を、英語では "gravitational lensing" 、日本語で「重力レンズ効果」と呼ばれる。また、重力レンズによって生じるリング状の像は、特に "Einstein ring（アインシュタインリング、アインシュタインの環）" と呼ばれる。

## 原理
光が曲がることは一般相対性理論から導かれる現象で、一般相対性理論の正当性を証明した現象のひとつである。光は重力にひきつけられて曲がるわけではなく、重い物体によってゆがめられた時空を進むために曲がる。対象物と観測者の間に大きい重力源があると、この現象により光が曲がり、観測者に複数の経路を通った光が到達することがある。これにより、同一の対象物が複数の像となって見える。光が曲がる状態が光学レンズによる光の屈折と似ているため重力レンズといわれる。
その効果（重力レンズ効果）の概念図を右列に示した。1つの銀河から発せられた光（白い矢印）が、中央にある重い天体の影響によって曲げられ、それぞれ別の経路で地球へと届く。地球上の観測者からは、あたかも2つの同じ天体があるように見える。オレンジ色の矢印は見かけの光の経路である。
なお、複数の像はそれぞれ別々の経路を通ってきた光であるため、一般的に観測者（地球）までの到達時間が異なる。そのため、それぞれの像の光が対象物から出たのは異なる時刻である。

## 分類
3つの種類に分類される。
強い重力レンズ（英：strong lensing）
レンズ源の影響が強く、アインシュタインリング、弓状に変形した像 (arc)、複数の像など、光の曲げられる現象が明らかに観測されるもの。
弱い重力レンズ（英：weak lensing）
レンズ源の影響が比較的弱く、多くの天体の光線データを集計することによって、統計的にレンズ効果と判定される現象。宇宙初期の背景マイクロ波が地球に届くまでに銀河形成によって揺らぐ統計などの研究がなされている。
マイクロレンズ（英：microlensing）
非常に小さいレンズ源のため、光の曲がりではなく、光の明るさの時間変化によってレンズ現象だと推定される現象。銀河内のダークハローを形成する小天体が、地球から遠方の天体との視線方向を横切るときなどに発生する例が知られている。

## 歴史
最初に重力レンズ効果を論文に発表したのは、オレスト・ダニーロヴィッチ・フヴォリソン（露: Орест Данилович Хвольсон）であり、それは1924年のことであった。しかし、フヴォリソンの論文はあまり注意を引かなかった。そのため、1936年にアルベルト・アインシュタインが対象物、重力源、観測者が一直線上にならんだ場合にはリング状の像が見えると発表したことによって、重力レンズ効果は有名になった。
このことから、リング状に見えるものを「アインシュタインリング」というが、最初に指摘したのはフヴォリソンであるから、「フヴォリソンリング (Khvolson ring)」あるいは「フヴォリソン-アインシュタイン・リング (Khvolson-Einstein ring)」と呼ぶべきとの議論がある。
位置関係が一直線上からズレたり、重力源が無視できない大きさを持つと、それらの程度により弓状の像やゆがんだ複数の像が見える。弓状の像のものが「アインシュタインリング」と呼ばれることも多い。
論文の発表当初、アインシュタインは、対象物、重力源、観測者が一直線上にならぶ現象は発生する可能性が低いため観測は不可能だろうと考えていた。しかし、1979年の3月に隣接するクエーサー像のスペクトルがまったく同じであることが発見され、8か月後には、これが銀河を重力源とする重力レンズによるものであることが分った。このクエーサーQSO B0957+561は、その形からツインクエーサーという固有名をもつ。以降多くの例が発見され、2005年現在で約100の重力レンズによる多重像クェーサー系が報告されている。

### アインシュタインの発表の経緯
アインシュタインが重力レンズ効果を発表するまでの経緯で、風変わりな逸話がある。
1936年の春に、チェコの技術者でアマチュア科学者のルディ・マンドル (Rudi W. Mandl) が、米国ワシントンの米国科学アカデミーを訪ねてきた。彼は自分が考え出した重力レンズのアイディアを論文にしたいと切望していたのである。その熱心な依頼と、拒否するにはもったいないアイディアゆえに、木で鼻をくくったような返事もできず、彼を持てあましたアカデミーの担当者は、相対性理論にとってこれ以上ない権威者のアインシュタインに頼むように言い、おまけにプリンストン高等研究所までの旅費まで渡したのである。
1936年4月17日にマンドルは、プリンストン高等研究所にアインシュタインを訪ねた。意外なことに、アインシュタインは珍客にとても親切でマンドルの話を熱心に聞いてくれた。マンドルは自分のアイディアを熱く語り、大科学者の説得に成功したのであった。アインシュタインは、マンドルのアイディアを論文にして学術雑誌『サイエンス』1936年12月4日発売号に投稿したが、その論文 "Lens-like action of a star by the deviation of light in the gravitational field " の冒頭に次のように書いている。「しばらく前に、ルディ・マンドルが訪ねてきて、ちょっとした計算結果を出版して欲しいと私に依頼した。本稿は彼の希望に応じたものである」
アインシュタインは、論文発表後、『サイエンス』誌の編集者ジェームズ・マッキーン・キャッテルに宛てた1936年12月18日付の手紙の中で、「あの論文はマンドル氏をなだめるために書いたのです。マンドル氏が私に強いたあの小論を雑誌に載せていただいて感謝しています。ほとんど価値のない論文ですが、あの可哀想な男は喜んでいるでしょう」と書いている。

### 観測と利用研究
測定に近似を必要とするX線観測による質量測定と異なり、重力源の質量を直接光学的観測により測定することができる点が特筆すべき特徴である。
銀河団による重力レンズ効果を観測することで、銀河団自体の質量を測定することが可能である。この結果とX線測定によって見積られた質量を比較すると、明らかに差がある。これは銀河団周辺に分布するダークマターによる質量が寄与しているためと考えられ、すなわち重力レンズ効果はダークマターの質量測定に用いることができる現象であると言える。
2003年（平成15年）12月18日に東京大学などの研究グループが、SDSS J1004+411にて、それまで知られていた重力レンズよりも2倍以上光が曲がる変化を発見した。
また、重力マイクロレンズを利用した太陽系外惑星の探索を、PLAN、OGLE、MOA などのチームが行っている。
2015年には、超新星としては初めて SN Refsdal が重力レンズによる多重像として観測された。重力分布から今後別の場所で新たな像が観測されることが期待され、成功すれば超新星爆発をその出現前から観察できることになる。
2025年には、Abell 370の「ドラゴン」と呼ばれる重力レンズにより引き延ばされた65億光年の銀河から44個の恒星が分離され、その中に赤色超巨星が含まれることが千葉大学とアリゾナ州立大学の合同チームにより発表された。

## 重力レンズ効果の例
- ツインクエーサー - 1979年発見。史上初めて発見された重力レンズ効果の実例。
- アインシュタインの十字架 - 1984年発見。中央の銀河による重力でクエーサーが四重の像になっている天体。
- SDSS J0946+1006 - 中央の銀河の重力で2個の銀河が二重のアインシュタインリングを形成している天体。
- MOA-2007-BLG-192Lb - 2008年発見。重力マイクロレンズ効果によって発見された太陽系外惑星。
- SDSS J103842.59+484917.7（イタリア語版）2015年発見。重力レンズ効果が生み出すアインシュタインリングが、楕円銀河などの絶妙な配置と相まって、観測地点から「チェシャ猫の顔」のように見える銀河団。cf. チェシャ猫#銀河団。